# Flunitrazepam
Flunitrazepamul este un medicament din clasa 1,4-benzodiazepinelor, derivat de nitrazepam, fiind utilizat în tratamentul insomniilor. Calea de administrare disponibilă este cea orală.
Prezintă efecte anxiolitice, hipnotice și sedative, anticonvulsivante și miorelaxante.
Molecula a fost patentată în 1962 și a fost aprobată pentru uz medical în 1974.

## Utilizări medicale

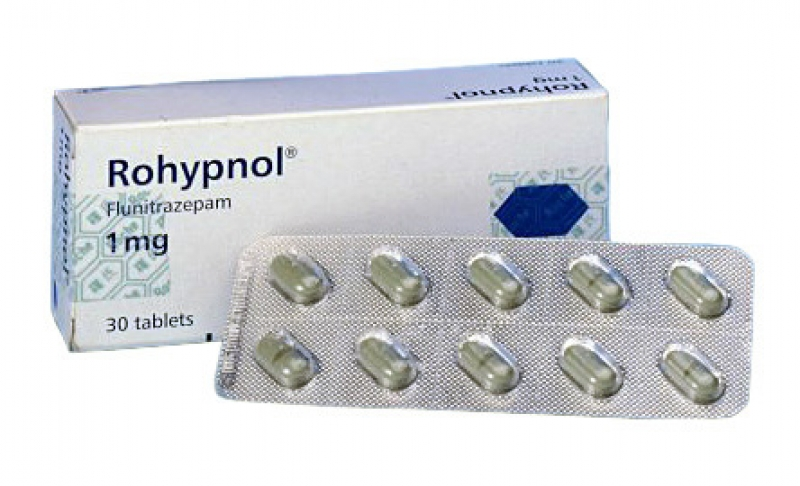
Comprimate de Rohypnol de 1 mg.

Flunitrazepamul este indicat în tratamentul de scurtă durată al tulburărilor de somn de etiologie variată (insomnii ocazionale, tranzitorii și cronice) care sunt severe sau invalidante. Mai este indicat, doar în unele state, pentru inducerea anesteziei.

## Farmacologie
Ca toate benzodiazepinele, flunitrazepamul acționează ca modulator alosteric pozitiv al receptorului de tip A pentru acidul gama-aminobutiric (R GABAA), reducând excitabilitatea neuronilor.

## Probleme
Compusul este utilizat abuziv ca „drog de viol” (engleză rape drug), uneori chiar în asociere cu alte droguri ca heroina sau cocaina.